# سیاره ستاره سه‌گانه

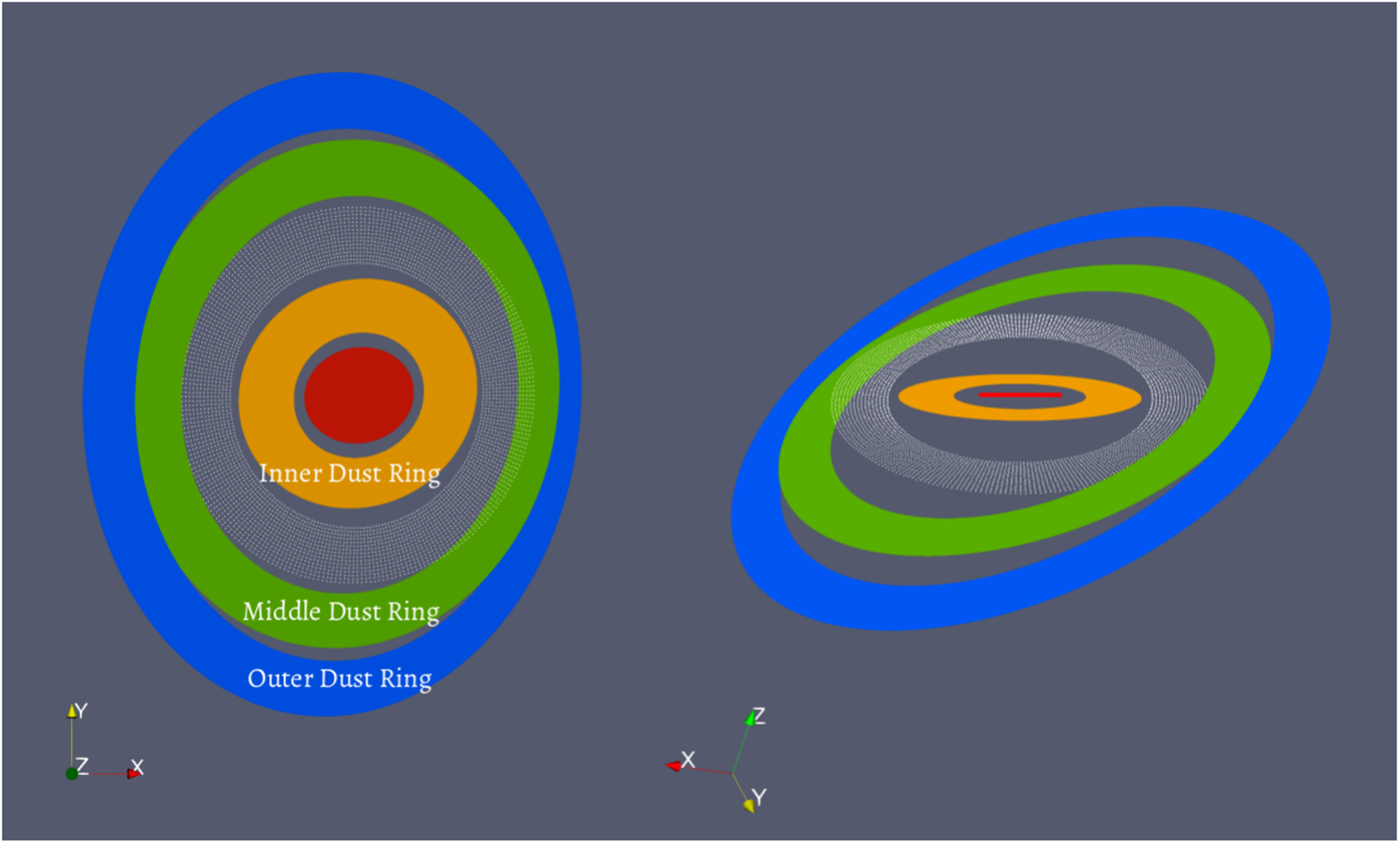
نموداری الگووار که هندسه پیشنهادی سامانه ستاره‌ای GW Orionis را نشان می‌دهد. دانشمندان ناهنجاری‌هایی را در الگوهای رفتاری این سه ستاره مشاهده کرده‌اند و حدس می‌زنند که سیاره‌ای نادیده ممکن است به‌طور همزمان به دور هر سه ستاره می‌چرخد.

سیاره ستاره سه‌گانه جرمی آسمانی است که فرض می‌شود نه تنها به دور یک ستاره بلکه به‌طور همزمان به دور سه ستاره می‌چرخد. دانشمندانی که منظومه ستاره‌ای GW Ori را رصد می‌کنند، که قرص عظیمی از غبار و گاز است و در حدود ۱۳۰۰ سال نوری از زمین فاصله دارد، گمان می‌کنند که احتمالاً سیاره‌ای به دور این سه ستاره می‌چرخد. این دانشمندان شکافی را در ابر غبار وسیع مشاهده کرده‌اند و گمان می‌کنند که احتمالا سیاره ای در این شکاف وجود داشته باشد. این سیاره به خودی خود دیده نشده اما تأثیر آن ممکن است رفتار عجیب گرانشی را در این سامانه ستاره‌ای توضیح دهد. در صورت واقعیت، این اولین نمونه شناخته شده از سیاره ستاره سه‌گانه در جهان است.